# 華威城堡
華威城堡（英語：Warwick Castle；发音为/ˈwɒrɪk/，發音ⓘ，又譯沃里克城堡），是一座位於英國沃里克郡的首邑沃里克的中世紀風格古堡。坐落於斷崖邊，俯瞰著雅芳河的轉彎處。華威城堡是由征服者威廉於1068年所建，屬於或鄰接著沃里克的盎格魯撒克遜山丘堡壘（burh）。華威城堡原本是用來作為築城，直到十七世紀初弗路克·格雷維爵士（Sir Fulke Greville）將其改作鄉間別墅（country house）為止。華威城堡原為格雷維家族所有，格雷維並於1759年至1978年間任沃里克伯爵。
自西元1088年起，華威城堡按傳統是歸沃里克伯爵所有，並象徵是伯爵的權利。西元1153年，亨利·安茹，也就是後來的亨利二世，取得了古堡。華威城堡被用來囚禁囚犯，其中有些來自於十四世紀的普瓦捷戰役。在理查·內維爾（Richard Neville）——亦稱作「造王者沃里克」——的所有權之下，十五世紀的華威城堡被用來囚禁英王愛德華四世。華威城堡在規模、建造成本、歷史地位等方面，常被拿來與溫莎城堡相比較。
自十一世紀完建以來，華威城堡經歷了多次增建塔樓、重建住宅等的結構改變。其原先是木製城寨城堡（motte-and-bailey），並於十二世紀以石材重建。英法百年戰爭期間，加強了華威城堡面著城鎮的外牆，使其成為十四世紀公認最具識別性的軍事建築模範。
十七世紀時，古堡周圍的土地被改造為花園。1978年，華威城堡被杜莎集團（The Tussauds Group）買下，開放為觀光景點。華威城堡並被納入在册古迹及一級登录建築（Listed building）。

## 位置

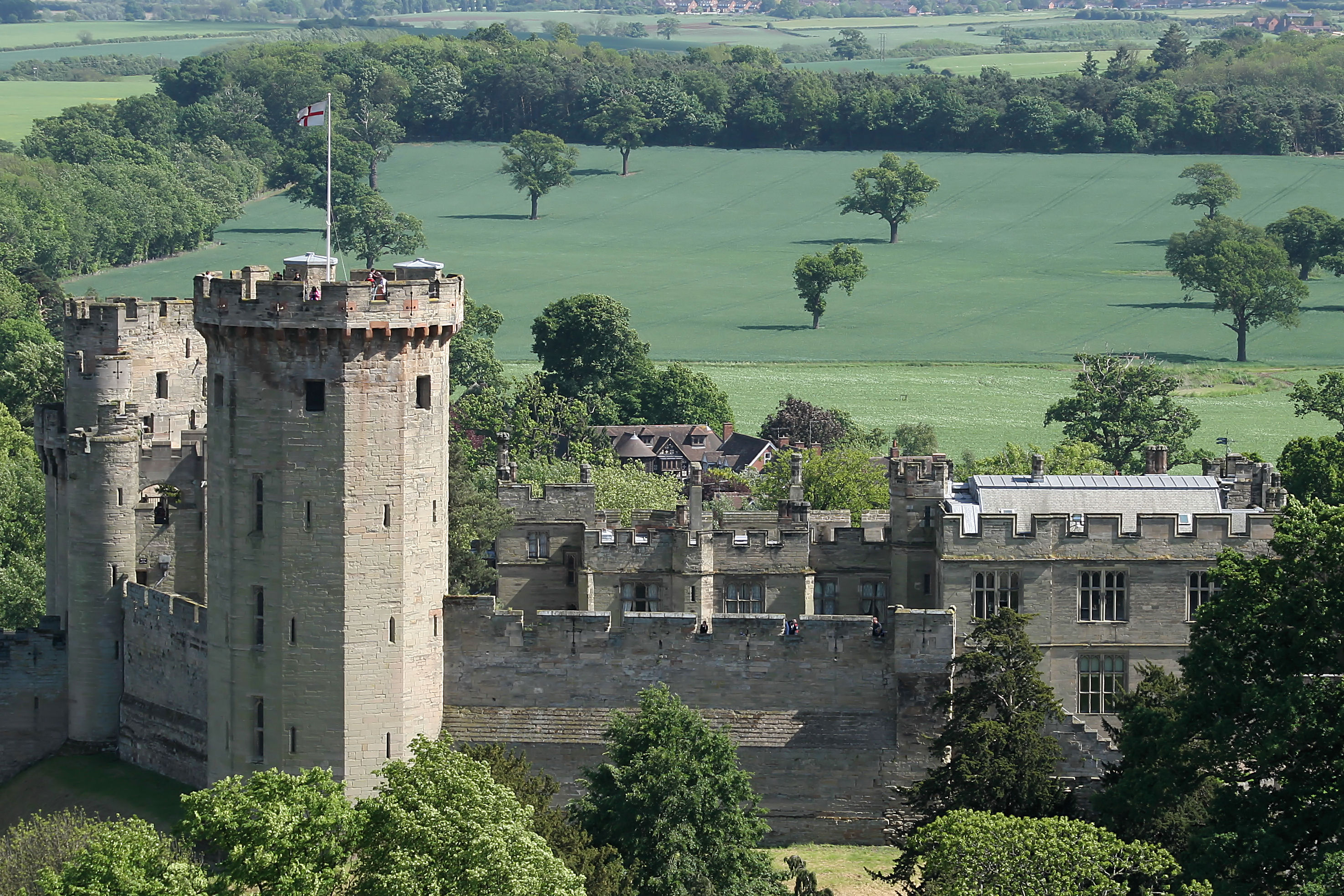
從聖瑪麗教堂望去的華威城堡

華威城堡坐落於雅芳河轉彎處的砂岩懸崖上。雅芳河流越了城堡東側，持續侵蝕著城堡岩石，然後形成懸崖。河川與懸崖並提供了天然的防禦。華威城堡位於沃里克郡的城鎮內；當1068年始建時，拆除了四棟隸屬科芬特住持（Abbot of Coventry）的房子以提供空間。城堡的位置因在戰略上可防止英格蘭中部地區的叛亂而顯重要。
十二世紀時，英王亨利一世對羅傑·德·貝歐蒙，沃里克伯爵二世心存懷疑。為了削弱伯爵的勢力，亨利賦予吉歐伏瑞·德·克林頓（Geoffrey de Clinton）與伯爵相匹敵的權力。克林頓獲贈與的土地包括了凱尼爾沃思城堡（Kenilworth）。凱尼爾沃思城堡在華威城堡以北約8（5英里）處，擁有與華威城堡相當的規模、建造成本與重要性，克林頓並以石材將之重建。
華威城堡距沃里克火車站約1.6（1英里），距M40高速公路的15中繼站至多3.2（2.0英里），同時也鄰近於伯明罕國際機場。

## 歷史

### 始建前
西元914年，未來的華威城堡址上正建著一個盎格魯薩克遜山丘堡壘（burh），傳說此防禦建設是由艾瑟芙蕾達（Ethelfleda），阿佛列大帝之女，所提出建造的；也是艾瑟芙蕾達為麥西亞（Mercia）抵抗丹麥人的劫掠所建的十個堡壘之一。其位置使其主宰著弗斯要道（Fosse Way）及河谷與雅芳河的渡口。雖然華威城堡西南方的城寨被稱是「艾瑟芙蕾達的小山崗」，事實上卻是後來的諾曼防禦建設，而不是盎格魯薩克遜的遺跡。

### 軍事機構與權力象徵
在諾曼征服後，征服者威廉1068年於沃里克建立了城寨城堡，以在他向北方推進後繼續控制英格蘭中部地區。城寨城堡由土堤－－通常建有城堡要塞或塔樓－－與城壁所組成，做為隱密的庭院。威廉任命亨利·德·貝歐蒙特（Henry de Beaumont），權威的諾曼家族之子，做為城堡的主管。1088年，亨利·德·貝歐蒙特成了沃里克伯爵。1119年，他在城堡內創立了諸聖教堂；伍斯特主教（Bishop of Worcester），因認為城堡不是設立教堂的好位置，於1127年至1128年間將其遷移。1153年，羅傑·德·貝歐蒙，沃里克伯爵二世的妻子，因遭欺騙指她丈夫已死，而將城堡所有權讓渡給入侵的亨利·安茹軍隊，也就是後來的英王亨利二世。根據十二世紀的歷史資料《史蒂芬傳奇》（Gesta Stephani）記載，羅傑·德·貝歐蒙死於聽聞妻子交出了城堡所有權。亨利後來於西元1135年至1154年間的無政府狀態（The Anarchy）期間將城堡所有權歸還沃里克伯爵，以換取沃里克伯爵對其母親馬蒂爾達皇后的支持。

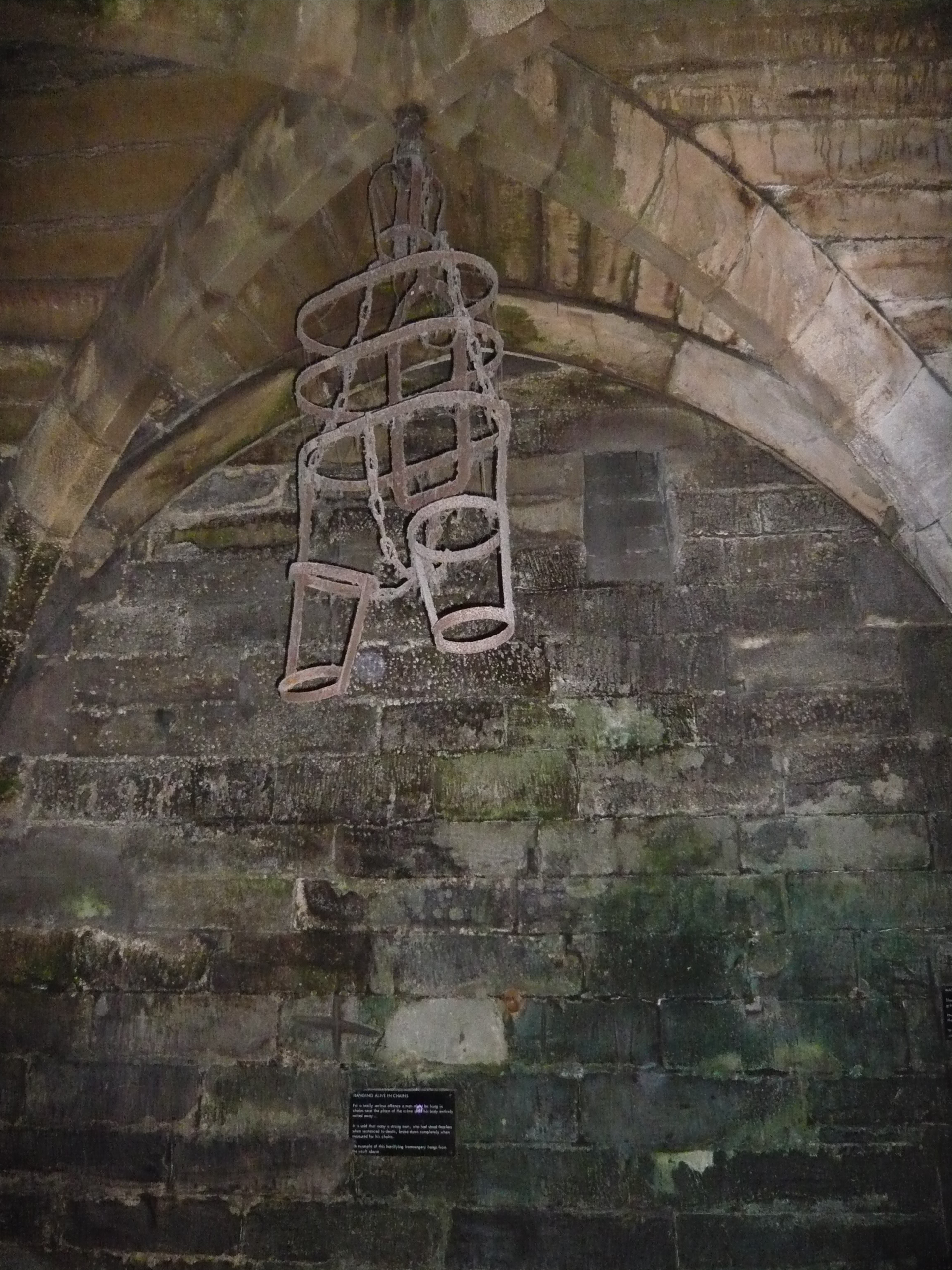
展示於凱撒塔地下土牢內的絞刑台。

亨利二世統治時期（1154-89）時，城寨城堡被石製城堡取代。此次的新調整採用環狀堡壘（shell keep）的形式，並替所有建築物加上了幕牆（curtain wall）。1173年至1174年男爵叛變期間，沃里克伯爵忠誠的歸順於英王亨利二世，華威城堡並用以貯存糧食。伯爵領地內的城堡與土地由貝歐蒙特家族繼承一直到1242年。當湯瑪斯·德·貝歐蒙特，沃里克伯爵六世死後，城堡與土地由其妹瑪潔莉夫人（Lady Margery），亦沃里克女伯爵，所繼承。瑪潔莉夫人的丈夫在不久後逝世，而當她尋覓適當的丈夫人選時，城堡所有權歸屬於英王亨利三世。她在1242年12月嫁給了約翰·普雷瑟斯公爵（John du Plessis）後，英王歸還了城堡。1264年至1267年的第二次男爵戰爭期間，威廉·瑪迪特，沃里克伯爵八世（William Maudit）對英王亨利三世的支持來得十分緩滯。1264年，華威城堡在一場冷不防的攻擊中被來自凱尼爾沃思城堡的第六代莱斯特伯爵西蒙·德孟福尔佔領。城堡東北側的圍牆之軟弱，使英王不費吹灰之力便能將其擊垮。瑪迪特與伯爵夫人被帶至凱尼爾沃思城堡監禁，直到贖金付清為止。1267年威廉·瑪迪特死後，其頭銜與城堡傳給其外甥威廉·德·比尤錢普，沃里克伯爵九世（William de Beauchamp）。威廉死後，華威城堡經歷了七代的比尤錢普家族，其並在接下來的180年負責了城堡大部分的擴建。1312年，皮爾斯·格維斯頓，康沃爾伯爵一世（Piers Gaveston）因被一群由沃里克伯爵與湯瑪斯·普蘭塔甘內，蘭卡斯特伯爵二世（Thomas Plantagenet）所領導的權貴人士指控竊取皇家寶藏，而被蓋亞·德·比尤錢普，沃里克伯爵十世（Guy de Beauchamp）俘虜，監禁於華威城堡，一直到1312年6月9日的處決。
在湯瑪斯·德·比尤錢普，沃里克伯爵十一世（Thomas de Beauchamp）管理下，1330年至1360年間的華威城堡東北側的防禦建設，在增建了城門、外堡（barbican，一種加強的城門）與重建城牆兩側、分別名為凱撒塔與蓋亞塔的堡壘後，明顯增強。水門塔也是於此時期建造的。
凱撒塔與蓋亞塔是做為住宅用，其靈感可能來自於法國建築（如布瑞魁北克（Bricquebec））。兩座堡壘皆設有槍眼，每個樓層都是石材環狀製的，凱撒塔更有獨一無二的雙倍胸牆（parapet）。凱撒塔有個「陰森」的地下土牢（dungeon）；根據當地的傳說，回溯至最晚1644年時亦稱是普瓦捷塔，因1356年普瓦捷戰役的戰犯可能曾囚禁於此，或因建設金費來自於戰役的賠償金。城門的特徵有屠孔（murder holes）、兩座開合橋、一座城門與升降閘門（portcullis）－－木製或金屬製的閘門。兩塔的城門亦設有槍眼。
遠眺著雅芳河的外牆是設計以象徵著比尤錢普伯爵的權力與財富，而僅有「極微的防衛能力」；這跟隨著十四世紀的潮流，即昭告權力勝過實際軍事需求。
比尤錢普伯爵家族的傳承終止於1449年，安·德·比尤錢普，沃里克女伯爵十五世（Anne de Beauchamp）的死。理查·內維爾繼承了妻子的頭銜，成了下一任的沃里克伯爵。1469年夏季，內維爾起身反叛英王愛德華四世，並將英王監禁於華威城堡。內維爾企圖以英王的名義統治；然而，英王擁護者持續的提出抗議，迫使伯爵釋放了英王。內維爾隨後於1471年玫瑰戰爭與英王愛德華四世交戰，並於巴內特之役（Battle of Barnet）被處決。華威城堡所有權便傳至內維爾的女婿，喬治·普蘭塔甘內（George Plantagenet）。喬治·普蘭塔甘內於1478年被處決，他所有的土地傳讓予愛德華·普蘭塔甘內，沃里克伯爵十七世（Edward Plantagenet）；然而，愛德華·普蘭塔甘內在其父死時年僅二歲，因此他的土地被皇冠私人公司（The Crown）佔領保管。他在索求歸還其地位時，先是遭愛德華四世囚禁，接著是理查三世，最終亨利七世。他被拘留於倫敦塔，一直到1499年因叛國罪被亨利七世處決為止；愛德華是自首次創銜以來的最後一位沃里克伯爵。
1480年代早期英王理查三世提倡建造設有兩座槍塔（gun tower）－－熊塔與克拉倫斯塔的建築，其並於1485年他的死後半途而廢；擁有著獨立的水源與爐灶，這兩座槍塔成為古堡其餘部分的獨立要塞，或許在發生駐軍叛變的情況下會使其更顯重要。當火藥出現後，火砲管理員的職位才於1486年被設置。
古物研究者約翰·李蘭（John Leland）在1535年至1543年間參觀華威城堡時記錄道：
……現在在廢墟裡的地牢坐落於城堡的西北角。西北角也有一座堡壘，通過它後有個鐵製的後城門。城堡中所有主要的寓所，附著玄關與小禮拜堂，躺在城堡的南側，這裡國王花了許多心血在用石材打造地基以支撐城堡的那一側，以巨大的石塊支撐著它。
在皇冠私人公司看管時期，華威城堡經歷了修復與刷新，使用了約五百車的石頭。1478年起，華威城堡與伯爵的領地在皇冠私人公司的細心照料下一直到1547年，當它們被轉讓予第二次創立頭銜的沃里克伯爵約翰·達德利。當達德利懇求華威城堡的所有權時，他說了城堡的狀態：「......城堡本身不被寄託於一位好的男爵與其管理，總之該城堡與其地牢和堡壘很明顯的已徹徹底底傾塌。」
華威城堡因時代久遠與長久被忽視，而已落入衰微，且儘管達力在上述發言中說得義正詞嚴，他並沒有對華威城堡進行任何修復。伊莉莎白一世於1566年遊覽國家時曾至華威城堡參觀，1572年再次到訪並停留了四夜。城堡內並建了木屋以供女皇休息，而安布洛斯·達力，沃里克伯爵三世（Ambrose Dudley）則於女皇到訪期間將城堡交給了女皇。1590年安布洛斯·達力死後，沃里克伯爵的頭銜遭遇了第二次的斷絕。1590年的一次考察，記錄指城堡仍處於失修的狀態，且城堡部分建築－－包括小禮堂－－屋頂的建材已遭竊。1601年，弗路克·格雷維爵士陳述道：「那棟小小的石砌建築物就在那裡，嚴重的毀損......因此在短時間內這裡將一無所有，只留下沃里克這個名字。」

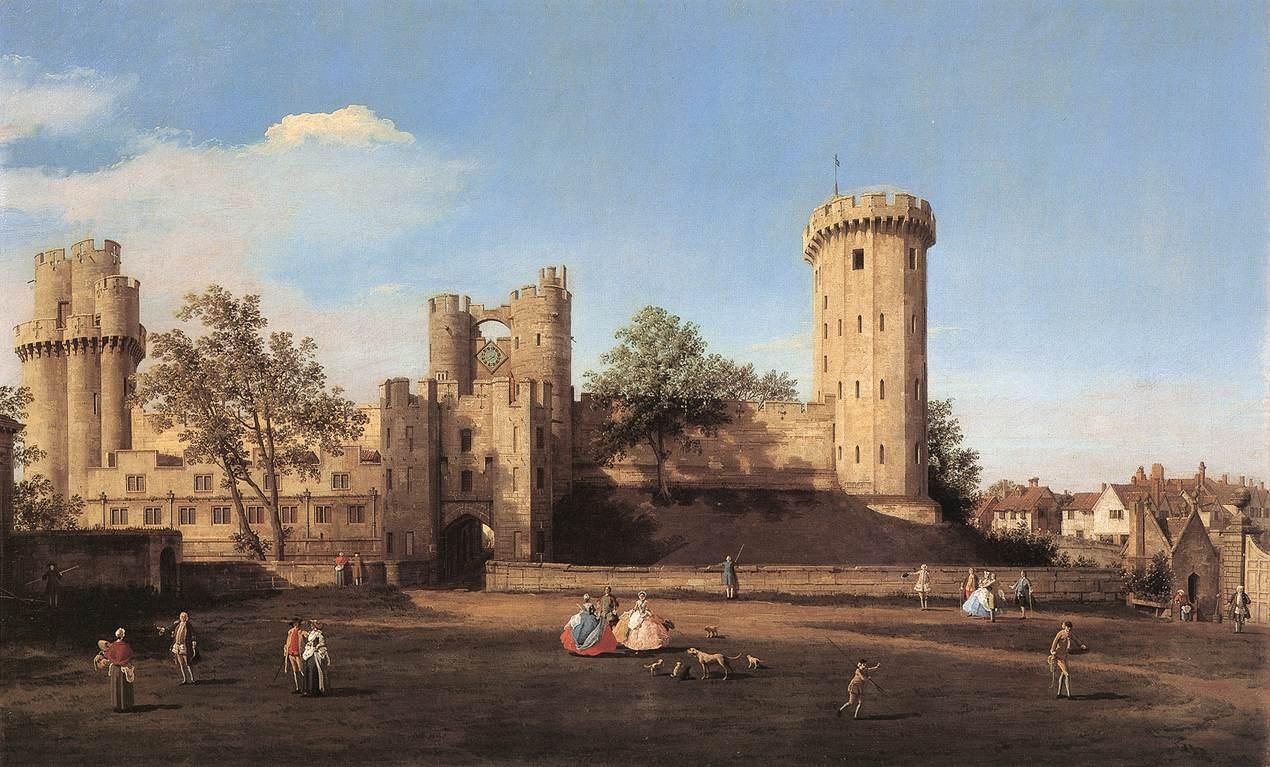
從外望去的華威城堡東側正面，卡那勒托（Canaletto）繪於1752年。

### 鄉間別墅
1604年，英王詹姆斯一世將傾圮的城堡交給了弗路克·格雷維爵士，爵士並將之轉型為鄉間別墅。1605年，城堡正於修復中時，因位於火藥陰謀的事件周圍而遭波及。牽涉其中的謀反者在沃里克郡的鄧雀奇（Dunchurch）等候著其陰謀的消息。當他們察覺陰謀已失敗時，便偷走了ㄒ馬棚裡的騎兵用馬以盡快脫逃。華威城堡的轉變符合了十五與十六世紀城堡漸不受重用的時代；城堡不是無人聞問，便是轉做為上流社會的舒適居所。十七世紀早期，羅伯特·史密森（Robert Smythson）受託在對ㄒ做任何改變之前畫出平面圖。1618年第三次創建沃里克伯爵頭銜時，格雷維家族仍然擁有華威城堡。弗路克·格雷維爵士花了超過兩萬英鎊（2009年換算約三百萬英鎊）修復古堡；據十七世紀一位古物研究者威廉·達格多（William Dugdale）所言，這使其「成為一個不只是高貴權勢所在且愉悅非凡的地方，並擁有最舒適的花園、步道與叢林，英國其他地方很難媲美」。1628年9月1日，弗路克·格雷維於霍本（Holborn）遭其男僕羅夫·黑伍德謀殺－－在發現他被屏除在男爵遺囑外之後，從背後刺了男爵。格雷維數天後傷重不治。
在羅伯特·格雷維，布魯克男爵二世（Robert Greville）管理下，華威城堡的防禦設施於1642年的一月至五月間，同時也是第一次英國內戰（First English Civil War）期間，防禦力大幅提升。築起花園的圍牆被，興建壁壘（Bulwark）－－樑狀障礙物與架製槍砲的土地，添購了火藥與可裝上兩個大砲的車子。羅伯特·格雷維是位君主主義的擁護者，1642年8月7日，議會的軍隊包圍了城堡。當時他並不在城堡內，駐軍於史潘瑟·康普頓，北安普頓伯爵二世（Spencer Compton），同時也是沃里克郡的總督（Lord Lieutenant）的統帥下，議會軍的將軍威廉·達哥多（William Dugdale）要求沃里克郡的總督投降、交出城堡，但遭拒絕。圍成軍隊於是朝城堡開火，但影響甚微。

## 設計

華威城堡設計圖

現今的古堡，是於英王亨利二世統治時期以石材建造，與早期的諾曼城寨城堡坐落於同址。過去曾有一座堡壘（keep）豎立於堡址西南方的土墩上，雖然大部分現存的建築物始建於後中世紀。到了十七世紀，土墩的造園為其加上了一條小徑。城壁（bailey）亦被納入新城堡中，並圍以石牆。
英王亨利二世統治時期重建華威城堡時，重新設計了幕牆。城堡北方環繞著乾涸的護城河，其沒有河或以往土墩的保護；幕牆總長130（140碼）、寬82（90碼）。城堡的兩個城門分別位於北方與西方的城牆。西北方原本有一座橫跨護城河的開合橋（drawbridge）。西北城牆中央有條四輪馬車（Clarence）的通道，兩側建有熊塔（Bears towers）；這是十五世紀城堡所增建的防禦建設。住宅沿著城堡東側排列，面朝雅芳河。內設著大廳、圖書館、臥房與小禮拜堂。

## 傳說
華威城堡常是許多鬼故事的題材。據說弗路克·格雷維常出沒於水門塔，儘管其已在霍本（Holborn）遭謀殺；水門塔也被稱作鬼塔，大部分的時候更是「沃里克活靈活現」（Warwick Ghosts Alive）－－一部敘述弗路克·格雷維遭謀殺的故事的短真人實境秀－－的拍攝地點。節目使用真人、聲音、燈光與各視覺效果。電視節目《極端鬧鬼》（Most Haunted）2006年曾於華威城堡進行拍攝。

## 外部連結
- 華威城堡 （页面存档备份，存于）
- 華威城堡360度虛擬全景影像 （页面存档备份，存于）
- 無版權的華威城堡影像
- geograph.org.uk 的華威城堡照片